# Vega Baja del Segura
La Vega Baja del Segura, o la Vega Baja (en valenciano, y cooficialmente, el Baix Segura), es una comarca de la Comunidad Valenciana, España. Está situada en el extremo sur de la provincia de Alicante, en el límite con la Región de Murcia.
Su capital y ciudad más importante históricamente es Orihuela, ciudad situada en la llanura dentro del municipio más extenso de la comarca y segundo en población, con 77 414 habitantes (INE 2019). La ciudad de Torrevieja, situada en la costa, es la primera en población con 83 337 habitantes (INE 2019). La comarca la componen 27 municipios repartidos en dos partidos judiciales: Orihuela y Torrevieja.
El relieve de la comarca es llano en la vega del curso bajo del río Segura, cuyo aprovechamiento es agrícola de regadío, principalmente huertas, que contrasta con la aridez de la zona montañosa donde predominan los cultivos de secano. A ambos lados de su desembocadura, la comarca se abre al mar, al litoral de la Costa Blanca.
La lengua predominante e histórica en la gran mayoría de la comarca es el castellano en su variedad murciana. No obstante, cabe destacar que el municipio de Guardamar del Segura, como así aparece reflejado en la Ley 4/1983, de 23 de noviembre, de uso y enseñanza del Valenciano, su lengua histórica es el valenciano. También lo es en la pedanía oriolana de Barbarroja, única valencianohablante del municipio.
De la Vega Baja es originario el plato milenario arroz y costra y la gastronomía de la huerta.
En esta comarca destaca su calidad en productos agrícolas, siendo la industria alimentaria una de las más importantes. También destaca el turismo extranjero en la costa.

## Municipios
| Municipio             | Población (2023) | Superficie | Densidad |
| --------------------- | ---------------- | ---------- | -------- |
| Torrevieja            | 89 290           | 71,44      | 1184,81  |
| Orihuela              | 82 449           | 384,44     | 204,21   |
| Pilar de la Horadada  | 23 428           | 78,10      | 286,13   |
| Almoradí              | 21 874           | 42,72      | 496,44   |
| Callosa de Segura     | 19 484           | 24,80      | 771,25   |
| Rojales               | 17 451           | 27,60      | 604,02   |
| Guardamar del Segura  | 17 328           | 35,58      | 445,45   |
| Albatera              | 13 092           | 66,33      | 188,05   |
| San Fulgencio         | 9443             | 19,75      | 408,66   |
| Catral                | 9275             | 20,01      | 444,68   |
| Redován               | 8183             | 9,45       | 838,73   |
| Dolores               | 7919             | 18,25      | 412,66   |
| Cox                   | 7513             | 16,60      | 444,94   |
| Bigastro              | 7361             | 4,10       | 1685,12  |
| San Miguel de Salinas | 6798             | 54,90      | 114,99   |
| Benejúzar             | 5625             | 9,33       | 582,52   |
| Los Montesinos        | 5477             | 15,05      | 336,28   |
| Rafal                 | 4800             | 1,60       | 2845,63  |
| Formentera del Segura | 4618             | 4,30       | 992,56   |
| Algorfa               | 3635             | 18,40      | 169,83   |
| Benijófar             | 3473             | 4,40       | 748,41   |
| Granja de Rocamora    | 2686             | 7,20       | 359,86   |
| San Isidro            | 2208             | 11,69      | 179,90   |
| Jacarilla             | 2108             | 12,20      | 163,77   |
| Benferri              | 2023             | 12,40      | 158,47   |
| Daya Nueva            | 1767             | 7,09       | 244,43   |
| Daya Vieja            | 667              | 2,98       | 245,30   |
| Total                 | 379 975          | 980,71     | 362,24   |

## Geografía
La comarca de la Vega Baja del Segura se corresponde con la Zona Geográfica de la Huerta de Orihuela, la zona de regadío más importante de la provincia de Alicante, con más de 275 000 habitantes y que debe su riqueza a las aguas del río Segura que fertilizan la huerta oriolana.
De escasa pluviosidad (Orihuela 291 mm, Torrevieja 243 mm) la comarca ha sufrido durante muchos años las crecidas devastadoras de este río (1651, 1879, 1946, 1973, 1987, 2019), por lo que tuvo que ser canalizado y no se desbordaba desde entonces, hasta las últimas inundaciones de diciembre de 2016 y septiembre de 2019. En 1987 se inundaron 20.000 ha, lo que motivó las obras de defensa del río Segura aumentando la capacidad de evacuación de este, pasando de 120 m³/s en algunos puntos a 250 m³/s como mínimo. No obstante, se ha cuestionado la capacidad de este, ya que las peores inundaciones en el pasado siglo superaron los 1000 m³/s.
La Vega Baja limita al norte con las comarcas del Vinalopó Medio y el Bajo Vinalopó, al este con el mar Mediterráneo y al oeste y al sur con la Región de Murcia (concretamente con las comarcas del Mar Menor, la Huerta de Murcia y la de Campo de Cartagena.
Comprende el curso bajo del Segura y territorios adyacentes. Se distinguen claramente tres zonas en la Vega Baja:
- la central, que es la propia huerta del Segura: llana y fértil dedicada a la agricultura de regadío con población densa pero dispersa.
- el interior, más montañoso, con grandes explotaciones agrícolas y escasa población.
- la costa, dedicada al turismo.

El clima es mediterráneo subdesértico / subtropical seco.

### La costa

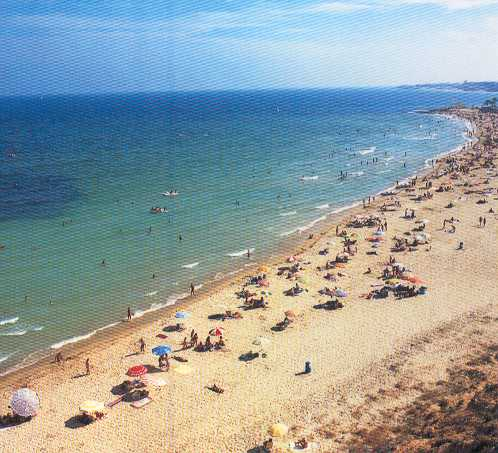
Costa de la Vega Baja, en Orihuela.

La costa está ampliamente edificada debido al gran «boom» turístico y residencial. Sin embargo, aún conserva importantes enclaves vírgenes como las dunas de Guardamar, Sierra Escalona, la Pinada y Dehesa de Campoamor y diversos barrancos y calas de mucho interés.
Entre las edificaciones y urbanizaciones que han proliferado en la costa se debe de incluir 3 campos de golf que cuentan en la actualidad con 18 hoyos cada uno. Teniendo un total de 54 hoyos en un área de 1 700 000 metros cuadrados, configuran tres excelentes campos de reconocido prestigio internacional, sede de importantes torneos europeos.
En su territorio se distribuyen un buen número de urbanizaciones de amplitud muy diversa. Asimismo, de entre todas sus playas un gran número de ellas han conseguido en 2008 la bandera Azul de los mares limpios de Europa y la Bandera Qualitur de la Generalidad Valenciana.

### Sistemas montañosos
Aunque la zona central de la comarca es un valle, la Vega Baja del Segura posee varios sistemas montañosos que la atraviesan. Los más destacados son:
- La Sierra Escalona.

Sierra Escalona es una amplia zona próxima al mar y con relieves de escasa altitud, situada entre los términos municipales de Orihuela, San Miguel de Salinas y Pilar de la Horadada. Conserva una importante masa forestal, más densa en barrancos y umbrías, formada principalmente por pino carrasco, madroño, coscoja, lentisco y palmito. Entre su fauna destacan las aves rapaces y algunos interesantes mamíferos como la jineta y el gato montés.
En la actualidad el expediente para su declaración como paraje natural junto a la Dehesa de Campoamor, está incoado y muy avanzado
. Está declarada LIC 
.
- La sierra de Orihuela.

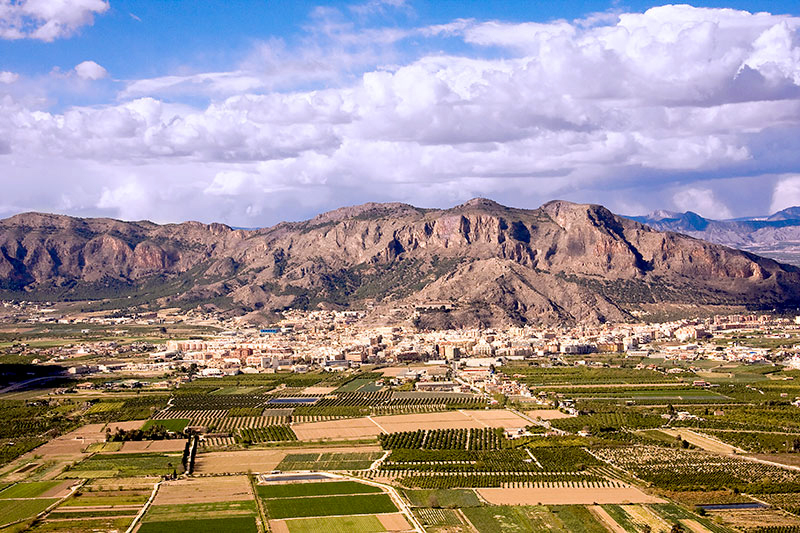
La sierra de Orihuela.

Con 634 m s. n. m. de altura en su punto máximo, la sierra de Orihuela está enclavada dentro del dominio bético. Junto con la sierra de Callosa forma una alineación montañosa compuesta por bloques de calizas dolomíticas del triásico, que emergen aisladas en medio de la llanura aluvial. Sus formas son abruptas y muy fragmentadas.
Toda la sierra presenta numerosas oquedades, abrigos y cuevas de desarrollo variable, lo que le confiere al abrupto paisaje una cierta singularidad y belleza geomorfológica. Entre su flora destacan manchas de pinar de repoblación y abundantes especies rupícolas con algunos endemismos
. Está declarada LIC.
- La sierra de Callosa.

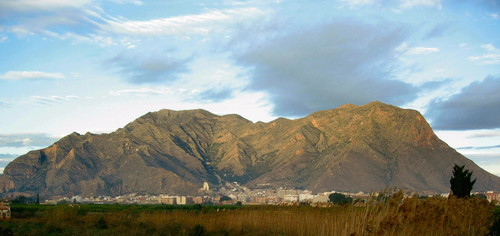
Sierra de Callosa.

Constituye un impresionante macizo rocoso enclavado en la línea divisoria de los términos municipales de Callosa de Segura, Cox y Redován, y junto con la sierra de Orihuela, forman un importante eje en la comarca de la Vega Baja. Forma parte del sistema Bético y representa el único afloramiento de estas características en toda la Comunidad Valenciana. La sierra se yergue como un enorme monolito que asciende desde la planicie hasta los 578 metros de altura en su pico más alto llamado «La Cruz de En Medio» y, en su parte sudeste, abraza el núcleo urbano, lo que ha posibilitado su fácil acceso a través de calles y caminos. La proximidad al río Segura y sus fértiles huertas han hecho que, históricamente, se hayan asentado sobre las laderas de la sierra numerosas e importantes civilizaciones (culturas del argar, ibérica, romana, musulmana, hasta nuestros días), dejando a su paso valiosos materiales de distintas épocas que se recogen en el Museo Arqueológico Municipal. La sierra de Callosa es centro de atención para todos los ciudadanos que habitan en sus laderas, y también lo es para viajeros y visitantes que, de una forma u otra, recalan por este paraje admirando la belleza con la que se emplaza sobre el paisaje de la Vega. Gracias a sus grandes desniveles y por su altitud, nos ofrece lugares privilegiados desde los que podemos disfrutar contemplando bellísimas panorámicas. En la sierra contamos con dos lugares muy entrañables para el pueblo, como son el Santuario de San Roque y la Ermita de La Pilarica, más adentrada en la sierra, enclavada en un bello paraje para el esparcimiento.
- La sierra de Hurchillo.

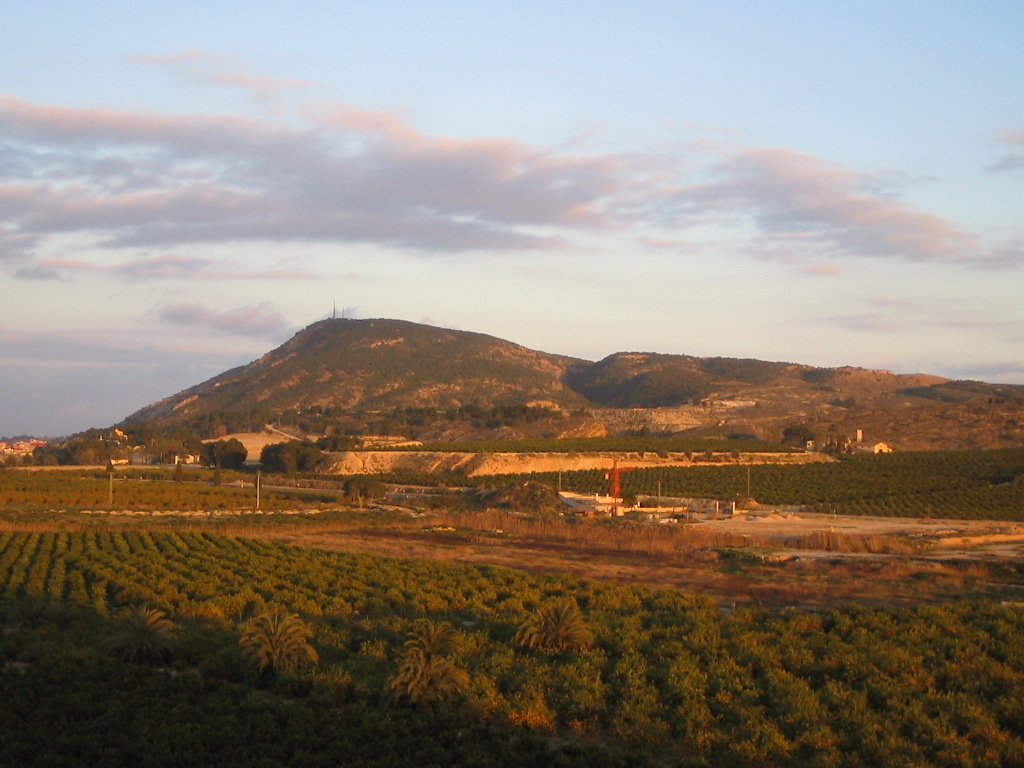
La sierra de Hurchillo, con su repetidor en la cumbre.

Sierra situada entre las poblaciones oriolanas de Arneva y Hurchillo, representa uno de los relieves más característicos localizados entre la margen derecha del río Segura y el litoral alicantino. En ella se conservan dos microrreservas de flora En su cima se encuentra el repetidor que da cobertura televisiva a la comarca.
- El Agudo-Cuerda de la Murada.

Zona geográfica situada entre las pedanías oriolanas de La Murada y Barbarroja. Esta zona es la más septentrional de la comarca. Supone una importante zona con multitud de barrancos, ramblas y abundantes pinares con nutrida fauna.

### Otras zonas paisajísticas
- Palmeral de Orihuela o de San Antón.

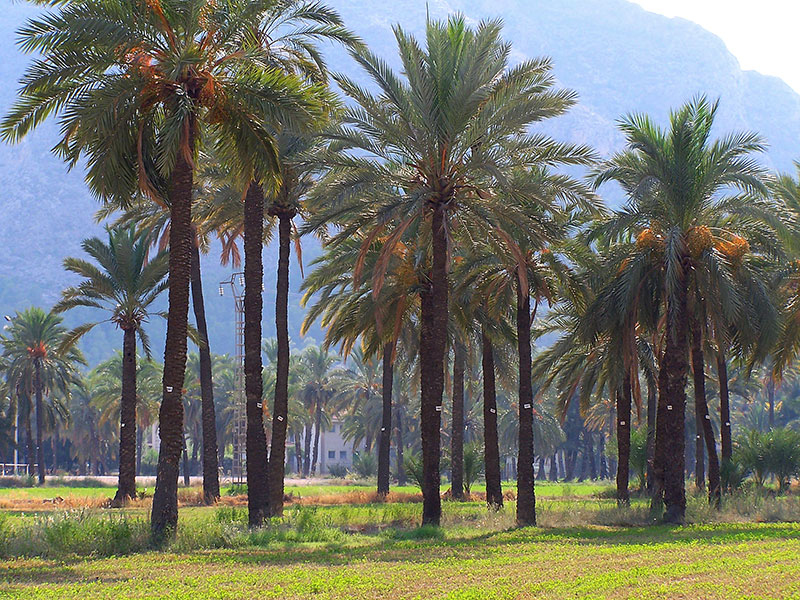
Palmeral de San Antón.

Importante masa forestal compuesta por palmeras datileras autóctonas. Se encuentra situado en el barrio de San Antón de Orihuela, en la falda trasera del monte de San Miguel y en la delantera de la sierra de Orihuela. Su origen es musulmán, hecho que marcó su tramado de acequias y azarbes que surcan todo el parque. Su importancia además de cultural por ser el segundo palmeral más grande de Europa y uno de los más antiguos, es también medioambiental, al ser el único palmeral del mundo que ha surgido al abrigo de una sierra y un monte y ante una extensión húmeda como es la huerta. Su superficie se encuentra claramente delimitada por estos accidentes geográficos tan predeterminantes como son la sierra de Orihuela, el monte de San Miguel y la Huerta Oriolana. La convivencia destas zonas geográficas (zona muy seca como es la sierra y muy húmeda como es la huerta) han dotado al palmeral de una importancia medioambiental de gran calado. En la actualidad se tramita su Declaración como Patrimonio Mundial de la Humanidad por su importancia histórica, cultural y medioambiental como ecosistema único en el mundo.
- Salinas de La Mata y Torrevieja.

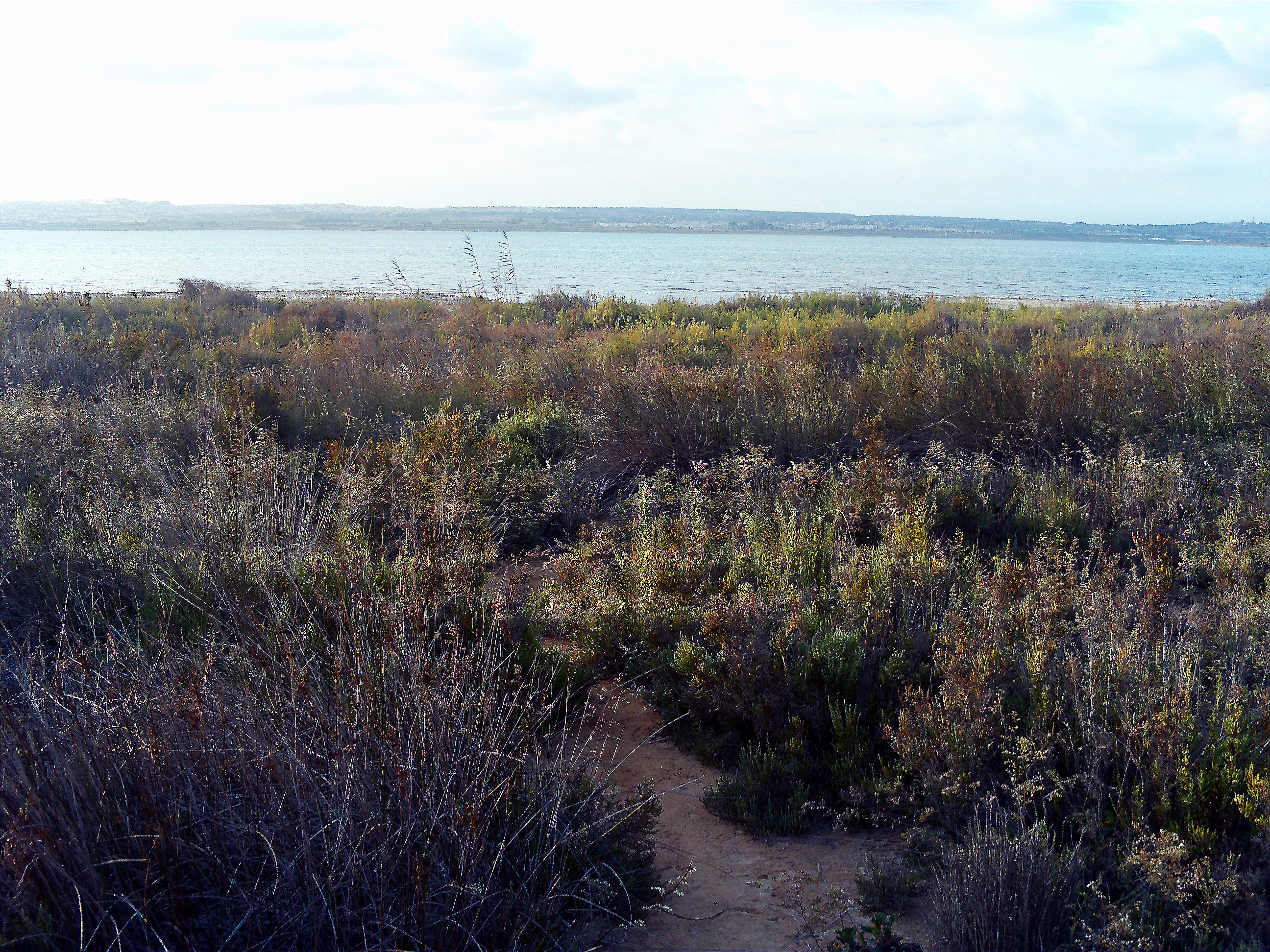
Laguna de La Mata.

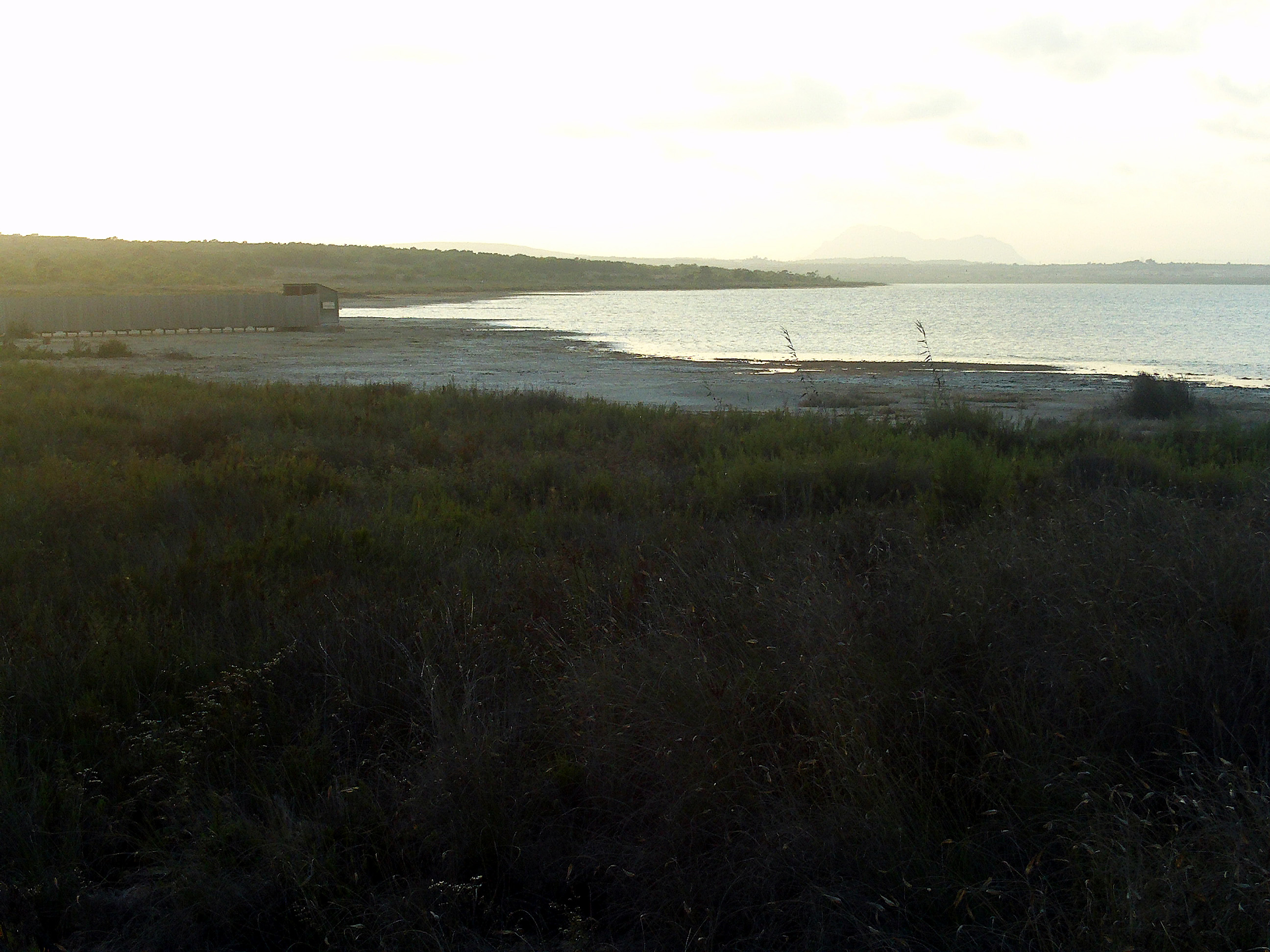
El entorno de las lagunas.

Las lagunas de La Mata y Torrevieja son dos lagunas catalogadas como parque natural por la Generalidad Valenciana. Este paraje de 3743 hectáreas acoge gran variedad de flora y fauna.
En el interior de las lagunas la vegetación es casi inexistente debido a la gran salinidad de sus aguas, pero en las redondas de las lagunas existen interesantes ejemplares propios del saladar como el Arthrocnemum macrostachyum el Juncus subulatus, o el Juncus acutus y especies de los géneros Suaeda, Salicornia, Salsola.
También se encuentran las estepas con saladillas (Limonium vulgare) y los senecios (Senecio auricula), junto a estos se encuentra la orquídea silvestre Orchis collina.
Al sur de la laguna de la Mata existe una zona con vegetación típica mediterránea como el coscojar, el pino carrasco, el tomillo, el albardín, y una pinada de repoblación de pino piñonero, pino carrasco y eucaliptos.
En donde existen aportes de aguas superficiales como ocurre en la orilla norte de la laguna de la Mata y en algunos tramos aislados de la de Torrevieja, donde se dan condiciones de Saladar-húmedo, hay formaciones de carrizal-juncal, con Phragmites communis, Cladium mariscus, etc. En las zonas de salinidad poco pronunciadas, pero no encharcadas, encontramos ejemplares de taray y siemprevivas.
Sin lugar a dudas, una de las especies estrellas del parque es el flamenco, que llega a contar con 2000 ejemplares durante la época de cría. También es importante la presencia del zampullín cuellinegro con hasta 3000 ejemplares.
Del resto de aves también son de destacar la cigüeñuela, el tarro blanco, el aguilucho cenizo, la avoceta, el chorlitejo patinegro, el charrán común, el charrancito y el alcaraván.
Por último es importante reseñar la existencia de la Artemia salina, un crustáceo poco común debido al elevado nivel de salinidad que necesita en las aguas en las que vive.
- Dunas de Guardamar.

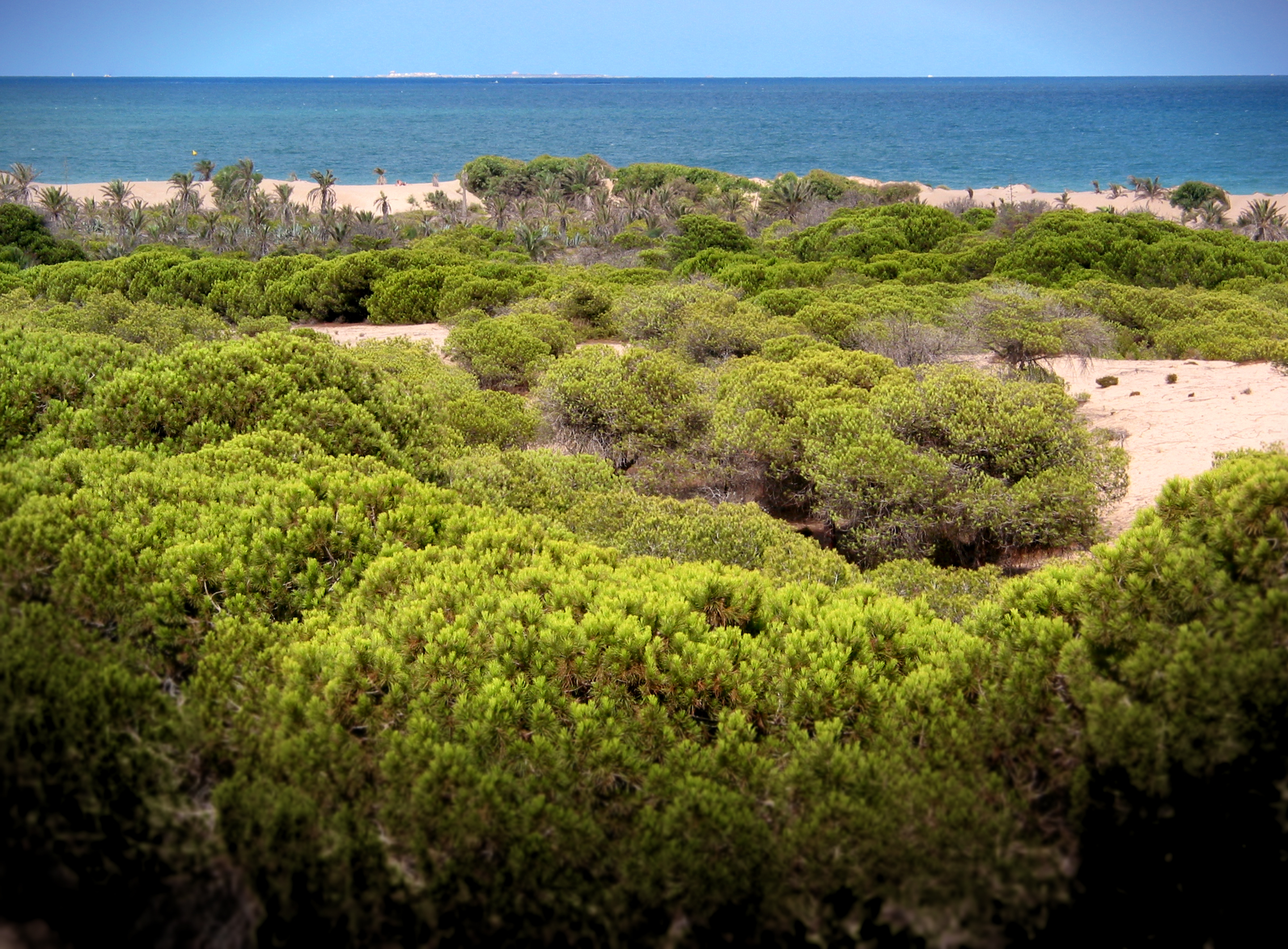
Dunas y pinada de Guardamar del Segura.

Este espacio forestal tiene 800 hectáreas de extensión y en su origen fue un conjunto de dunas de arena móviles, que fueron fijadas a través de la plantación de diversas especies vegetales como pinos, palmeras, cipreses o eucaliptos.
A fin de frenar el avance de las dunas sobre el pueblo (producidas éstas por los sedimentos del mar y el río, y arrastradas por el viento de levante), se inició este proyecto de plantación del pinar de Guardamar en el año 1900, finalizando en los años 30 y dando lugar a la actual masa forestal consolidada al lado del mar. Esta pinada, dividida actualmente en dos parques denominados parque de Alfonso XIII y parque Reina Sofía, se extiende entre el centro de la ciudad y las playas de Babilonia y de los Viveros.
- Praderas de Posidonia de Cabo Roig.

En el accidente geográfico marítimo del Cabo Roig, en la costa de Orihuela se encuentra una nutrida zona marítima correspondiente a las praderas de Posidonia. Dichas praderas constituyen un importante hábitat marino que ha sido protegido como Lugar de Interés Comunitario.

## Historia

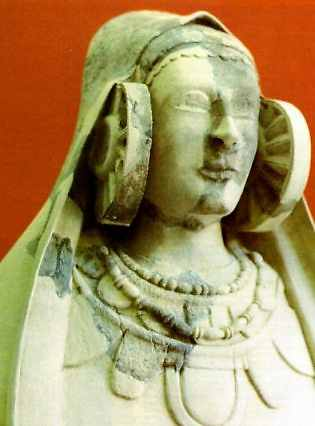
La Dama de Guardamar, encontrada en el yacimiento arqueológico de Cabezo Lucero en Guardamar del Segura.

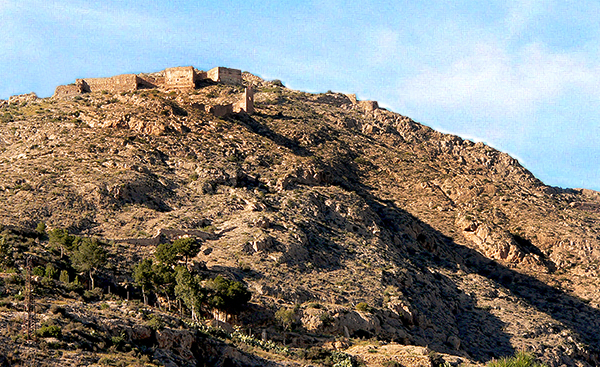
El castillo de Orihuela, centro militar de la comarca; de origen visigodo.

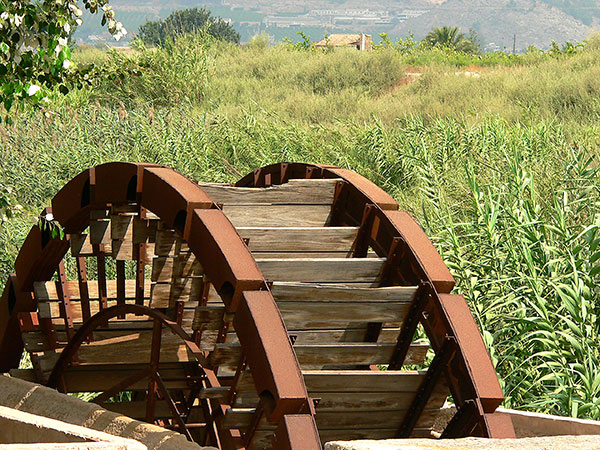
Noria en Las Norias,Desamparados (Orihuela), huella de la cultura árabe.

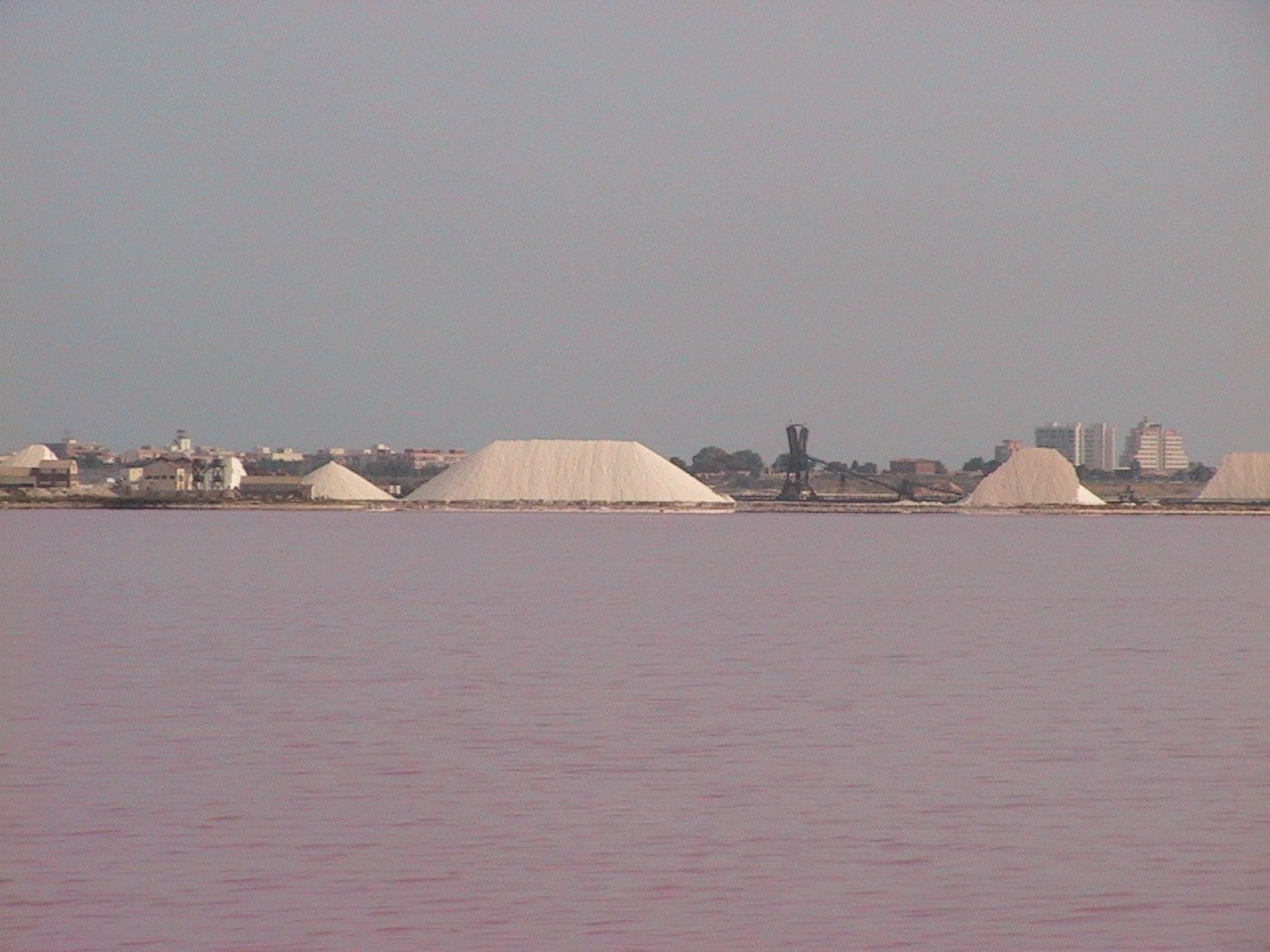
Las Salinas, importante foco económico del medievo y la Edad Moderna, continuando así en la actualidad.

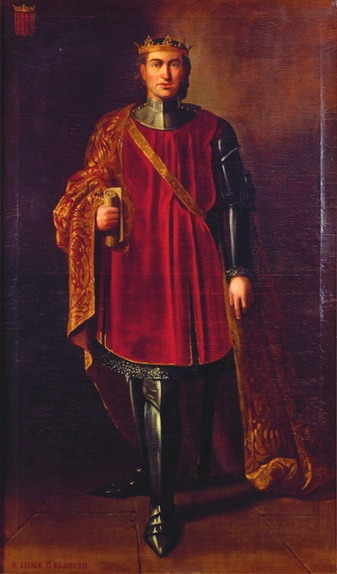
Jaime II de Aragón.

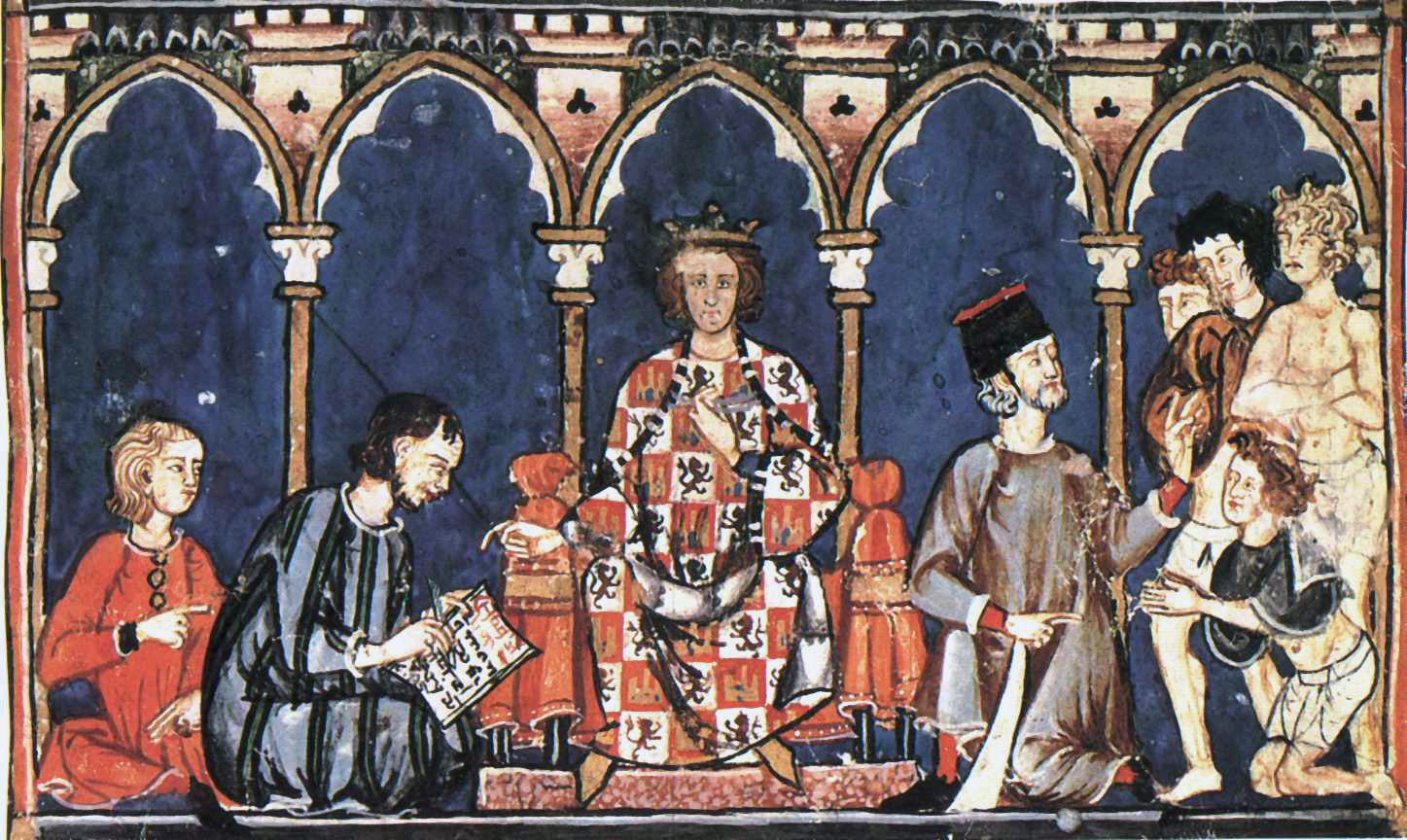
Alfonso X el Sabio y su Corte.

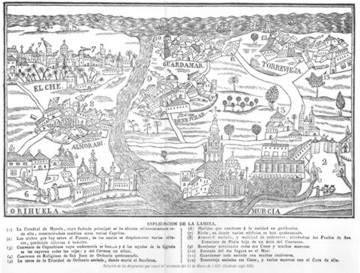
Grabado antiguo de la comarca y ciudades vecinas.

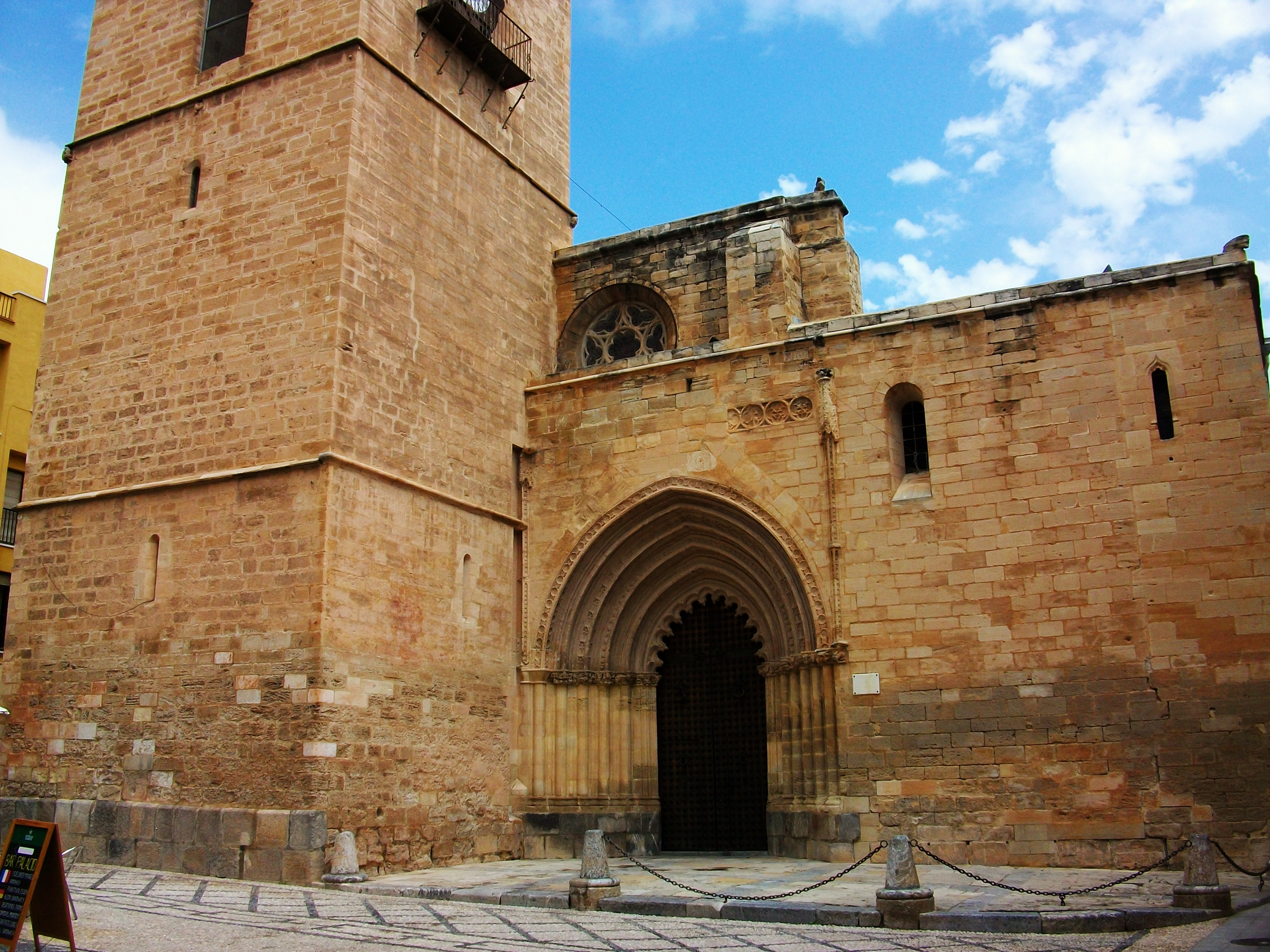
Catedral de Orihuela.

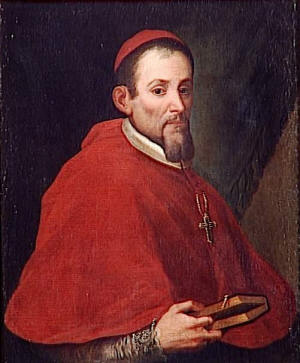
Cardenal Belluga.

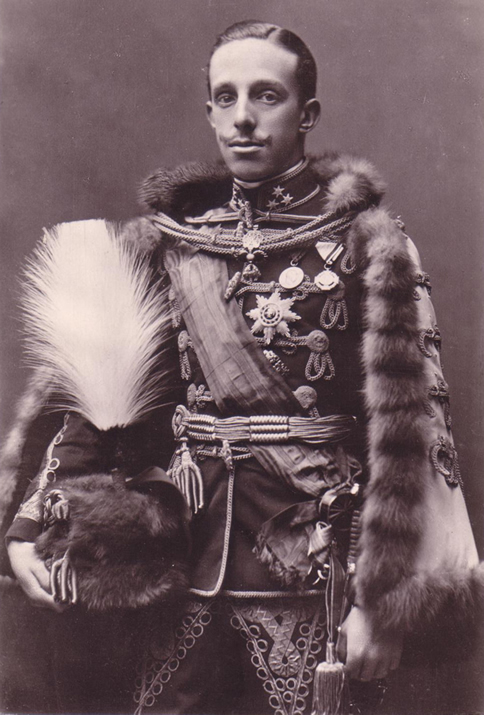
Alfonso XIII de España.

La Vega Baja del Segura como comarca ya aparecía en textos antiguos como se demuestra en el mapa de las comarcas de Emili Beüt en "Comarques naturals del Regne de València" (Comarcas naturales del Reino de Valencia) publicado en 1934.
Sin embargo en el territorio comarcal hay vestigios humanos desde el Calcolítico (segunda mitad del tercer milenio a. C.) aunque el primer asentamiento debió producirse durante el Solutrense (20000 a. C.), habiendo también pasado por estas tierra la cultura Argárica, Bronce Final y Hierro Antiguo donde los pobladores de esta última fundaron el poblado que está situado en Los Saladares en Desamparados (Orihuela) y el de Cabezo Lucero, en Rojales. Este poblado fue conquistada por los íberos.
La expansión de la cultura de Los Millares por esta comarca, pasó de una economía ganadera a una economía agrícola o mixta. La mejora en las técnicas de fundición de metales llegó de la provincia de Almería unos 3500 años atrás con la denominada cultura de El Argar, instaurando una sociedad jerarquizada basada en una incipiente especialización en el trabajo. En la necrópolis de San Antón se hallaron enterramientos en tinajas y también en forma de túmulo, estas últimas destinadas a personajes importantes. La lenta evolución reflejada en los yacimientos de Los Saladares y de San Antón nos introduce de lleno en el mundo ibérico, donde surge ya un primitivo urbanismo en lugares dominantes y se utiliza la cerámica de torno y decorada. La presencia de los celtas que llegan en busca de la sal de Guardamar quedó rápidamente diluida entre la población ibérica. Estas dos razas darán aquí lugar al pueblo contestano. El primer contacto de la comarca de la Vega Baja con los griegos se produce en el siglo VI a. C., sirviendo el río Segura (llamado Thader en esa época) como vía de penetración para su comercio. La presencia de los fenicios es difícil de datar cronológicamente; es posible que fueran ellos los que enseñaron al núcleo ibérico la utilización del torno y el horno de alfarería.
Los cartagineses cambiaron el tipo de comercio de los fenicios y griegos por el de dominación política, difundiendo además el uso de la moneda Asdrúbal en el 223 a. C. Estos establecieron la primera fortificación en este meandro del río Segura.
Pero poco después los romanos llegaron a estas tierras imponiendo su lengua, su religión y su cultura en general, llevando a cabo así el llamado proceso de romanización. Estos estuvieron aquí hasta la caída del imperio Romano y las posteriores invasiones germánicas.
El Imperio bizantino conquistó estas tierras durante la época del Emperador Justiniano. Los visigodos no eran muy bien vistos por la población hispanorromana de estas tierras ya que estos reprobaban sus actitudes altaneras, soberbias, violentas y muy poco integradoras y los bizantinos ofrecían la misma religión (la cristiana, esto fue antes del Cisma de Oriente), una misma lengua (el latín), el espíritu comercial bizantino, el recuerdo de la gloria de Roma y el deseo de revivir el imperio, vivo en los bizantinos y el deseo de servir a un emperador fuerte que asegure la paz de una vez por todas, y no a los reyes germanos que vivían batallando entre ellos, cosa que hacía la vida más insegura y evitaba la expansión comercial.
Los visigodos bajo el mando del rey Suintila, año 625, conquistaron toda la zona bizantina de Hispania incluyendo claramente a Orcelis. Los visigodos llamaron a Orcelis como Auriola y crearon allí una nueva provincia, la provincia de Auriola, siendo una de las ocho demarcaciones visigodas de Hispania y estableciendo la capital en ésta.
Durante el año 713 la conquista musulmana de la península ibérica estaba muy avanzada. El señor de Orihuela, por entonces Teodomiro o Tudmir (según las fuentes árabes) realizó un tratado con los musulmanes llamado Pacto de Tudmir por el que su señorío, que comprendía a grandes rasgos las actuales provincias de Alicante y Murcia, algo de Valencia, Jaén, Granada y Almería; seguía manteniendo una cierta independencia pero en el 825, muerto ya Teodomiro, el reino pasa a ser reino dependiente del Emirato Omeya y dejando la capitalidad, que fue llevada a Murcia hasta que el Reino de Teodomiro pasó al Emirato de Córdoba.
En el 929 el Reino de Teodomiro ya es el Reino de Murcia. En 1031 este reino se incorpora como Kura o Cora (provincia) del Califato de Córdoba. En 1037, ahora la Uryula (nueva denominación árabe) es parte del emirato de Valencia. Desde el año 1053 hasta 1212 fue cambiando de manos valencianas a murcianas y viceversa.
El infante Alfonso, futuro rey Alfonso X el Sabio, conquistó Orihuela para la Corona de Castilla a mediados del siglo XIII (El 17 de julio de 1243 según algunos historiadores y leyendas, y de 1242 según otros), dotando a la ciudad de un Fuero Real en 1265, por el que Orihuela es repoblada por castellanos.
Posteriormente, Jaime II de Aragón conquistó la ciudad, al igual que casi todo el Reino de Murcia, en el 1296 pasándola al Reino de Valencia, perteneciente a la Corona de Aragón.
La mitad sur de la provincia de Alicante, incluyendo la comarca, pasó entonces, y tras la firma de la Sentencia Arbitral de Torrellas (1304) a pertenecer al Reino de Valencia, aunque con un estatus jurídico particular, siendo capital de la Gobernación de Oriola y con derecho a voto en las cortes.
Orihuela continua reforzando su capitalidad, ya que en el ámbito eclesiástico, en 1564, Orihuela obtiene la ya anhelada por sus ciudadanos diócesis de Orihuela, independizándose así de la diócesis de Cartagena gracias al rey Felipe II de España y al papa Pío IV, construyéndose el Seminario en 1762, y en cuestión cultural, con la creación, en 1610 de la Universidad de Orihuela, regentada por los dominicos y que estaría en funcionamiento hasta 1807.
En la década de 1570 el rey Felipe II concede la segregación del pueblo de Callosa de Orihuela que cambió su nombre por el de Callosa de Segura. En 1636 se segregó Rafal.
Sin embargo, su peso relativo con respecto a otras zonas de la provincia fue paulatinamente decreciendo desde mediados del siglo XVII, en gran parte debido las pestes de 1648 y 1678 (de ahí su denominación actual de Orihuela) y la ruina de la agricultura comercial. La Bailía General pasaría a instalarse en la ciudad de Alicante en el 1647.
A finales del siglo XVII el rey Carlos II concedió la segregación de uno de los puertos de Orihuela, Guardamar del Segura, entrada natural de las mercancías a la Gobernación de Orihuela, lo que le supuso una importante pérdida.
Sin embargo, a principios del siglo XVIII se produjo un potente impulso colonizador de la comarca, apoyado por el cardenal Belluga y que se tradujo en una notable expansión económica y demográfica.
En 1707, durante la guerra de sucesión española el gobernador de Orihuela y Marqués de Rafal, Jaime Rosell de Rocamora y Ruiz, se puso de parte del candidato austracista, el cual hizo de Orihuela capital de la provincia Ultra Saxonam. En plena guerra, un rayo cayó en el castillo haciendo explotar el polvorín y con esto el castillo, matando a todos los soldados de la guarnición allí existente.
Finalizada la guerra, el rey Felipe V como forma de ultrajar a la ciudad de Valencia, cambió la Capital del Reino de Valencia a Orihuela, ordenando en ella la reunión de la Audiencia y de los síndicos. La aversión hacia la ciudad por parte del virrey de Valencia, el cardenal Belluga, quien poco antes la había saqueado y bombardeado, hizo cambiar al rey de opinión con la condición de si así no lo hacía, abandonaría el Virreinato. Finalmente, le fue devuelta la capitalidad a Valencia.
Desde esa época la prosperidad de Orihuela cayó en picado. La pérdida de su castillo, la independencia en 1737 de Alicante, Elche, Monforte del Cid, Jijona, Villajoyosa, Agost, Busot, San Juan y Muchamiel de su provincia, formando la de Alicante, fueron las principales causas de su desplome.
A finales del siglo XVIII, por decreto del rey Carlos III se segregó de la ciudad el municipio de Torrevieja, suponiendo la pérdida de las lagunas de la Mata y de Orihuela, donadas por el rey Fernando el Católico junto al monopolio sobre la sal a la ciudad de Orihuela. Tras la Segregación se le cambió el nombre a la segunda por el de laguna de Torrevieja.
En 1799 Orihuela perdió su provincia, pasando a la de Alicante y durante la gobernación del rey francés José Bonaparte, dentro de la Organización territorial de España en prefecturas, pasó al Departamento del Río Segura, con capital en Murcia y más tarde, en 1822, a la provincia de Murcia.
En marzo de 1829, el terremoto de Torrevieja hizo estragos en la población afectando a la mayoría de edificios y a los pocos restos del castillo que quedaban.
En el proyecto de división provincial de 1822 se incluyó esta comarca en la provincia de Murcia, pero en la división provisional definitiva de 1833 fue finalmente incluida en la provincia de Alicante.
La primera guerra carlista (1833-1839), tuvo una amplia repercusión en la comarca, especialmente en 1837 cuando el carlista Forcadell entra en Orihuela haciéndose fuerte frente a los gubernamentales.
La desamortización supuso un duro golpe para la ciudad y sobre todo para la jerarquía eclesiástica al perder múltiples posesiones como el actual municipios de Bigastro (perteneciente al Cabildo Catedral,) el actual municipio de Redován (perteneciente a la orden de Predicadores), así como la pérdida de numerosos inmuebles que poco a poco fueron comprados por la Catedral Oriolana (el convento de los Trinitarios, el convento de los Dominicos, el convento de los Agustinos, el convento de los mercedarios, etc.). En Sentencia del Tribunal Supremo de la década de 1870 se concedió a la diócesis de Orihuela y a la de León la posibilidad de reclamar las fincas perdidas por la desamortización merced al Concordato de 1855, pero esa reclamación nunca se produjo.
Durante el breve capítulo que supuso la Primera República Española de 1873, se produjo el episodio de la toma de la ciudad oriolana por el cantonalista Antonete Gálvez al mando de un número desconocido de revolucionarios, que derrota al gobernador militar Ruiz Piñero, a cuyas órdenes solo se encontraban 40 carabineros y 11 guardias civiles, en las calles céntricas de la ciudad durante la batalla de Orihuela el día 30 de agosto. Al vencer la batalla los cantonalistas se creó el Cantón de Orihuela, destituyendo al ayuntamiento.
En 1884 llegó el ferrocarril a la comarca. A esta celebración tan importante vino el entonces presidente del Gobierno de la época, el señor Cánovas del Castillo e Isabel II.
La comarca llegó a su ruina en 1879 durante la riada de Santa Teresa, que causa 300 muertos y numerosas pérdidas materiales.
El día 4 de abril de 1925, Su Majestad el Rey Alfonso XIII de España viajó hasta Murcia y Orihuela con el propósito de inaugurar varias obras de infraestructuras para riego en esta zona de España. Después de las inauguraciones, el Rey, sobre las seis y media de la tarde, siguió su camino hacia Alicante. En el trayecto, Callosa, Albatera, Crevillente y Elche, se encontró pueblos adornados, engalanados y con una multitud, que con vítores de "VIVA EL REY ALFONSO XIII" arropaban al Monarca. Cuando al paso por Callosa, Su Majestad se encontró tal muchedumbre en la plaza de España, que no tuvo más remedio, al ver el entusiasmo del numeroso público, que hacer una parada a la comitiva y saludar a las autoridades locales representadas por el Sr. Alcalde D. Carlos Galiana y D. José Lucas Ibáñez, líder político, quienes invitaron al Rey a visitar el templo: iglesia arciprestal de San Martín. Alfonso XIII fue obsequiado por callosinas ataviadas, con el traje típico con un par de botas de caza. En el transcurso de su parada y visita, forzada por los callosinos, se le solicitó el título de CIUDAD para la Real Villa de Callosa de Segura por D. José Lucas. Alfonso XIII inmediatamente aceptó dicha solicitud.
Incapaz durante los siglos XIX y principios del XX, por sus estructuras sociales, de alcanzar una verdadera industrialización, el desarrollo del regadío iniciado en época musulmana transformó la estructura económica de la comarca, mencionado anteriormente. A este resurgimiento se le ha sumado el gran desarrollo del turismo, convirtiéndose así en un gran destino del turismo de sol y playa tanto de la Comunidad Valenciana, como de España que ha causado la revalorización de su zona costera haciendo que la costa se haya urbanizado masivamente, creándose nuevos puestos de trabajo y aumentando la población.

## Patrimonio cultural

### Orihuela
- Castillo de Orihuela. Castillo situado en la cima del monte San Miguel. Construido seguramente en tiempos del rey visigodo Teodorico aunque otras fuentes señalan que es de origen árabe. Se encuentran en estado de deterioro pero todavía se encuentran restos del alcazaba, la torre del Homenaje y la zona del Baño de la Reina. Declarado como Ruinas Históricas y Ruinas Gloriosas en 1931.

- Murallas de la ciudad. Restos de la muralla oriolana entre los que destacan los del Museo de la Muralla, la Puerta de la Olma y las diversas torres repartidas por la ciudad. Declaradas como Bien de Interés Cultural.

- Santa Iglesia Catedral del Salvador. Templo gótico de los siglos XIII al XV con tres naves y girola, su crucero transformado por Pere Compte a principios del XVI. Interesante rejería tanto gótica como renacentista, coro del siglo XVIII realizado por Juan Bautista Borja. Destaca el órgano, obra del siglo XVIII de Salanova, uno de los mejores de todo el levante español. Destaca la Capilla de la Comunión y la Capilla del Rosario. Declarado Bien de Interés Cultural.

- Colegio diocesano Santo Domingo o colegio del Patriarca Loazes. Antigua Universidad de Orihuela. Monumental edificio de más de 18 000 metros cuadrados donde se suceden diversos estilos pasando por el Gótico, Renacimiento, Barroco y Rococó. Constituye el Monumento Nacional más grande de la Comunidad Valenciana. Compuesto por dos claustros, tres patios, un refectorio, tres monumentales portadas y la iglesia. Fue declarado Monumento de las Bellas Artes por la reina Isabel II, conmutado por Monumento Nacional, teniendo en la actualidad la consideración de Bien de Interés Cultural del Patrimonio Español.

- Iglesia de las Santas Justa y Rufina. Iglesia gótica de una sola nave, con capillas entre contrafuertes, portada lateral renacentista y portada principal barroca.Destacan el retablo de la Capilla de la Comunión y el órgano de estilo neoclásico del siglo XVIII. El edificio fue declarado Bien de Interés Cultural. La Sacristía es obra de Jaime Bort.

- Iglesia de Santiago Apóstol. Iglesia gótica de una sola nave, con capillas entre contrafuertes, portada de estilo gótico isabelino y presbiterio renacentista. Capilla de la Comunión de estilo barroco. Destacan el órgano barroco, el grupo escultórico de "La Sagrada Familia", obra de Francisco Salzillo, así como los Santos Dominicos del mismo autor y el Apostolado de José Puchol. Fue declarado B.I.C.

- Santuario de Nuestra Señora de Monserrate (Orihuela). Templo de estilo barroco realizado en el siglo XVII en sus orígenes con restos medievales de estilo gótico, al que se le contrapuso la actual nave central durante el siglo XVIII, ya de estilo neoclásico.

- Real Monasterio de la Visitación (Orihuela). El Real monasterio de la Visitación de Santa María se encuentra situado en el centro del casco histórico de la ciudad de Orihuela, declarada Conjunto Histórico por el Decreto 845 de 1969, sobre la margen izquierda del río Segura. Es un edificio de gran volumen, cuyo impacto en la silueta de la población es sobresaliente y característico. Posee un gran interés tanto histórico por ser la última gran fundación de la monarquía española en la diócesis de Orihuela, baluarte en estos principios del siglo XIX del carlismo, como arquitectónico ya que nos encontramos con un edificio religioso de estilo neoclásico de gran calidad y único en su estilo en toda la comarca. Además posee una colección pictórica de gran calidad, firmada por el pintor de cámara Vicente López, encargada expresamente para la decoración interior de la iglesia y cuenta también con la colaboración de otros importantes artistas del momento.

- Seminario Diocesano de San Miguel. Construido en el siglo XVIII de estilo neoclásico. Destaca su portada principal. Posee dos portadas gemelas y sobre ella se abren dos ventanales cubiertos con dos frontones curvos.

- Palacio Episcopal. Palacio barroco del siglo XVIII. Destaca un pequeño claustro de estilo barroco y el hueco de escaleras, rematado en una cúpula y la portada de la Curia, donde aún se observa el escudo de uno de los últimos obispo Cartageneros. Fue el palacio donde residía el obispo de Orihuela hasta su traslado a Alicante. Será la sede del Museo Diocesano de Orihuela. Actualmente alberga el Museo Catedralicio de Arte Sacro. El monumento fue declarado Bien de Interés Cultural del patrimonio histórico español.

- Palacio del Conde de Pinohermoso' Edificio del siglo XVI totalmente reformado. Destacan las fachadas principal y lateral sur. En su interior se halla la Biblioteca Pública Fernando de Loazes, el Archivo Histórico de Orihuela y el archivo municipal de Orihuela. Siendo estos dos últimos declarados BIC. Asimismo contiene una interesante colección de pintura compuesta básicamente por retratos de diversos tamaños, del siglo XVII y XVIII.

- Palacio de los Marqueses de Rubalcava. Edificio del siglo XX con una importante colección cerámica con piezas del siglo XVIII, XIX y XX. Asimismo destaca la colección pictórica con obras del siglo , XVIII y XIX, así como obras de la Escuela de Lorena. Se construyó imitando el esquema de los palacios barrocos oriolanos. Desde un zaguán iluminado por una cúpula neobarroca y a través de una escalera de mármol con zócalo de azulejería se accede a la planta noble. Destaca también el mobiliario del palacio y los tapices que en él se contienen.

- Palacio del Marqués de Arneva. Palacio barroco, con clara jerarquización de huecos, en uno de sus laterales conserva el escudo del antiguo pósito. Asimismo, destaca el escudo nobiliario de la esquina del Palacio de la casa del Marqués de Arneva. Conserva interesantes obras pictóricas entre las que destacan las de autores como Joaquín Agrasot o Eduardo Vicente, así como la Enseña del Oriol del siglo XV y el libro de los privilegios de Orihuela. Actualmente es la sede Principal del Ayuntamiento y de la alcaldía

- Palacio del Marqués de Rafal. Edificio de interés arquitectónico realizado en el siglo XIX y ampliado en el XX. Contiene en su interior interesantes obras pictóricas, así como obras escultóricas de diversos autores, entre los que destaca José María Sánchez Lozano. Contiene un importante archivo con protocolos notariales del siglo XVII. Se encuentra situado frente al Palacio del Conde de Pinohermoso, sede desde 1992 de la Biblioteca Pública Fernando Loazes.

- Yacimiento de Los Saladares. Importante yacimiento arqueológico, situado en las laderas de un pequeño cerro, en la pedanía de Los Desamparados. Abarca una amplia cronología, entre los siglos IX y IV a. C. El Yacimiento, debido a su importancia fue declarado Bien de Interés Cultural.

- Torre de Cabo Roig. Se trata de una torre vigía, construida como tantas otras en el siglo XVI, para prevenir los ataques de los piratas berberiscos. Es de forma cilíndrica y ataluzada en su base, sobre el talud se sitúa la puerta de acceso, así como numerosas ventanas de pequeño tamaño. Destaca en su interior la bóveda de ladrillos que separa la primera planta de la planta baja. Fue declarada B.I.C.

- Mojones del Reino, coloquialmente conocidos como Pinochos. Monolitos de roca mandados a construir por el rey Fernando el Católico para marcar la frontera entre los reinos de Murcia (Castilla) y Valencia (Aragón) en el siglo XV. Los actuales son una réplica mandada a poner por el rey Carlos III de España.

- Norias gemelas. Norias y azud de origen islámico situadas en Las Norias, en Los Desamparados. La actual obra de sillería data del siglo XVIII.

### Torrevieja
- Torre del Moro. Con una peculiar estructura, fue antiguamente una de las torres vigía que guarnecían la costa, construida en una colina situada sobre el cabo Cervera.

- Iglesia Arciprestal de la Inmaculada Concepción. Erigida en 1789 y reconstruida en 1844 aprovechando las piedras de la vieja torre que daba nombre al pueblo. De estilo neoclásico, alberga diversas obras de arte.

- Eras de la Sal. Se trata de un bello ejemplo de arquitectura industrial del siglo XVIII que funcionó como depósito y embarcadero de sal desde el año 1777 hasta el año 1958. En uno de sus patios se celebra todos los años el Certamen Internacional de Habaneras.

- Casino de Torrevieja. Edificio modernista de 1896.

### Callosa de Segura
- Iglesia Arciprestal de San Martín. Construida en el siglo XVI en estilo renacentista. Está catalogado como Monumento Histórico-Artístico Nacional. Comenzose su construcción por la fachada (en estilo gótico) y en ella se plasmó el escudo de Callosa y el del emperador Carlos V dando fe de la importancia propia del lugar (en aquel momento dependiente de Orihuela). La fachada principal pertenece al gótico tardío adornada con arquivoltas y angrelados donde se lee la inscripción latina: "Hic Est Domus Domini Et Porta Celi" ("Esta es la Casa de Dios y Puerta del Cielo"). En el siglo XVIII una reforma dotó al interior de una enorme cúpula central y decoración Rococó. El Campanario es del siglo XVII y alberga cinco Campanas. Sus nombres son, de mayor a menor: la Martina, la Purísima, San José, Sagrado Corazón y Santa María. La Sacristía y la Capilla de la Comunión son del siglo XVIII de estilo Neoclásico. En su interior se conservan importantes obras de orfebrería de Miguel de Vera siglo XVI como la imagen-relicario de San Martín, nudo de la Cruz Arciprestal y Custodia Procesional, así como frescos, lienzos, esculturas marianas, gloriosas y pasionarias y retablos de Rabasa, Ponsoda y Noguera, etc. Es un ejemplo renacentista de iglesia-salón de tres naves de igual altura con bóvedas vaídas elevadas sobre grandes columnas de porte clásico que responden a un modelo ajeno por completo al mundo valenciano, asegurándola como el ejemplo más limpio y pulcro de templo renacentista columnario.

- Santuario de San Roque. Elemento imprescindible en la identidad de este pueblo es el perfil que presenta el Santuario erigido en honor a su patrón San Roque. De bello estilo colonial fue construido de 1.579-1.798 (desde principios del siglo XV, le precedieron otros dos) en el lugar exacto donde según la tradición se apareció el Santo a cuatro pastores. Es un Santuario de amplias dimensiones, con un suntuoso crucero con cúpula de media naranja sobre tambor circular, tiene dos pequeñas capillas al entrar, las cornisas y capiteles de las pilastras en estuco. La portada es adintelada con motivos lineales y geométricos, con un camarín para la "Puerta del Santo". Se encuentra situado en la parte más alta del pueblo desde donde se divisa una preciosa panorámica de la Vega Baja. Al ascender las calles desde la iglesia arciprestal de San Martín nos introducimos en la Callosa Medieval de calles estrechas y bien trazadas. La ascensión ligera abre los ojos del visitante por encima de tejados y terrazas hasta ofrecer una preciosa panorámica que ha dado el nombre de "Balcón de la Vega Baja" al lugar. Es de continua veneración, a donde se acercan solicitando los favores del Santo, y cuya máxima expresión es la celebración de brillantes FIESTAS PATRONALES del 5 al 16 de agosto. Actos tradicionales como Gigantes y Cabezudos, Desfiles de Carrozas, Farolata, Procesión, Alboradas y Despedida al Santo. Cerca del lugar se encuentran los restos del Castillo, fortaleza de época Califal considerado el más antiguo de la provincia, del que solo quedan algunos muros en pie.

- Castillo de Segura. Conocido como El Castillico. Declarado Bien de Interés Cultural. De época islámica, documentado ya en el 924 cuando se rebeló Al Saij-Al Aslami. Es el castillo más antiguo y uno de los más importantes de la Comunidad Valenciana aunque fue destruido por tropas califales tras la sublevación del cadí local. Se conservan unos pequeños restos de lo que fue el enorme recinto, una torre vigía y un aljibe restaurados en 1980, con la ayuda de un helicóptero por la inaccesibilidad del lugar.

- Convento Franciscano]]. Convertido hoy en colegio, a cargo de una comunidad de Hermanas Carmelitas Misioneras Teresianas (Padre Palau). Y en el cual se venera una de las imágenes marianas más queridas de la ciudad: N.ª S.ª de la Portería. Del convento de Frailes Alcantarinos solo se conserva la Capilla de San Francisco, que pertenece a la Orden Franciscana Seglar.

- Real Pósito de Callosa de Segura. Fue construido en 1740, reinando Carlos IV. Es un antiguo almacén comarcal de grano.

- Museo del Belén. Situado en una antigua mansión decimonónica. Conserva su primitiva estructura, y alberga una variada muestra de los trabajos artesanales que requiere tan antigua tradición.

- Antiguo Matadero Municipal. Construido en 1929, hoy Museo de Historia de la Ciudad. Alberga al Museo Arqueológico "Antonio Ballester y Ruiz"; el Museo Etnológico del Cáñamo y de la Huerta; y el Museo de las Fiestas.

- Mercado de abastos. Construido en 1929. De formidables dimensiones, y buena traza. Presenta una fachada, inspirada en las antiguas lonjas, donde destacan dos cabezas de becerros.

- De reciente construcción es el Museo de Semana Santa, que alberga obras de imagineros y escultores de tanto renombre como Ponsoda, Liza, Noguera, José Hernández Navarro, Ramón Cuenca o García Villalgordo. Y en el cual se exponen de manera itinerante todo tipo de tallas, tronos, andas, estandartes, cirios y objetos varios.

### Daya Vieja
- Iglesia de la Virgen de Monserrate. Edificio de interés arquitectónico, social, religioso y cultural.

### Daya Nueva
- Iglesia de San Miguel. Edificio de interés arquitectónico, social, religioso y cultural.

### Pilar de la Horadada
- Iglesia parroquial de Ntra. Sra. del Pilar. Ubicada en el centro de la ciudad. Fue construida en el año 1981 en el lugar que anteriormente había ocupado un viejo templo derruido. Está dedicada a la Virgen del Pilar y en ella se encuentran diversas obras de gran valor escultórico, en especial del autor local D. José María Sánchez Lozano.

- Torre vigía del siglo XVI. Construida en 1591 para proteger a los habitantes del entonces Campo de la Horadada de la piratería.

- Ruinas arqueológicas de "Thiar": antigua mansión romana a medio camino entre Illici (Elche) y Cartago Nova (Cartagena), ubicado en la Vía Augusta.

### Rojales
- Conjunto hidráulico (puente de piedra, noria y azud). Una de las estampas más representativas de Rojales es la panorámica del Puente de Carlos III, cuyos magníficos pilares cruzan el río Segura a semejanza de los pies de un gigante. Su construcción, que data del siglo XVIII, supuso quebrantar la separación natural impuesta por el río y establecer, a través de sus tres grandes ojos bajo bóvedas de arco de campanel, la unión de las dos mitades del municipio.

- Los Aljibes de Gasparito. Desde la segunda década del siglo XX, Los Aljibes de Gasparito sirvieron como grandes embalses de comercialización del agua de lluvia.

### Almoradí
- Iglesia de San Andrés. Fue levantada entre 1829 y 1861 ligeramente al este del lugar que ocupó su antecesora, que había sido inaugurada en 1732. Su fachada, flanqueada por dos torres, recuerda al estilo colonial.

- Teatro Cortés. Data, según estimaciones, de 1909, pero no queda constancia del autor ni del plano. Se sabe, sin embargo, que fue sucesor de otro teatro que ya existía al menos en 1889

- Casino de Almoradí. Está situado en uno de los edificios más antiguos de la ciudad. Inaugurado en el siglo XIX.

### Guardamar de Segura
- Castillo de Guardamar. La parte superior, de origen árabe, fue destruido prácticamente en su totalidad por el terremoto de 1829. La parte inferior es de mayor tamaño y está rodeada por una muralla gótica que sufrió importantes modificaciones en el siglo XVI; en esta parte inferior se encontraba la villa hasta el terremoto, que obligó a reconstruirla en su emplazamiento actual.

- Rábita Califal de las Dunas de Guardamar. Yacimiento arqueológico del siglo X donde se encuentra la rábida más antigua de España.

- Yacimiento arqueológico de Cabezo Lucero. Consta de los restos de una necrópolis y de un poblado del siglo VI al  siglo III a. C. En este yacimiento se encontró la Dama de Guardamar.

- Cabezo Pequeño del Estaño. Pequeño núcleo amurallado del Hierro Antiguo de los siglos VIII y VII a. C., situado en la partida de la Rinconada.

- Ciudad portuaria fenicia La Fonteta. Instalación fenicia situada en la desembocadura del río Segura, datada en los siglos VIII al VI a. C.

### Albatera
- Iglesia parroquial de Santiago Apóstol. Construida en 1729, de estilo barroco levantino y con influencias (en el ornamento) del Rococó francés.

### San Fulgencio
- Yacimiento arqueológico de La Escuera y de El Oral. Yacimientos ibéricos, de finales del siglo V al siglo I a. C.

### Redován
- Iglesia parroquial de San Miguel Arcángel. Templo parroquial del siglo XIV (1396) año de la fundación del pueblo. De estilo románico en su origen.

- Palacio de la Orden de Predicadores: Se trata del edificio que actualmente ocupa el Excmo. Ayuntamiento y que en sus orígenes fue un Palacio-Residencia que tuvieron los Padres Dominicos del colegio de la Universidad de Orihuela y que ostentaron el dominio feudal sobre el señorío de Redován desde 1616 hasta el siglo XIX. Al parecer, la conclusión final del edificio data de 1726.

- Casa del Reloj. (Antiguo ayuntamiento). Con una torre-reloj que data de finales del siglo XIX, artesanal y de gran valor artístico, con un impresionante mecanismo y un campanario. El reloj está en funcionamiento y tiene dos esferas con campanario. Situado en la plaza del Ayuntamiento. Fue la sede del Primer Ayuntamiento Constitucional. Actualmente alberga las dependencias de la policía local y es la sede central de la mancomunidad La Vega que aglutina a los municipios de Redován, San Miguel de Salinas, Algorfa y Jacarilla

### Cox
- Castillo de Cox. Es el principal monumento de la localidad, construido en 1466 por Juan Ruiz Dávalos ya finalizada la reconquista de esta zona Es una construcción imponente por la robustez de su planta y la localización en un cerro sobre la huerta. Sufrió una desafortunada restauración en los años 1990 para afianzar los muros, por el uso masivo de hormigón y cemento en las zonas más visibles.

### Algorfa
- Castillo de Montemar. Esta casa señorial fue construida a finales del siglo XVIII. Su estilo es algo afrancesado. Tiene dos torres cuadradas y dos circulares con las esquinas de sillares. La torre principal que podemos llamar "del homenaje", tiene garitones en sus esquines, y almenas con sus coronaciones inclinadas hacia el exterior. Posee un patio cuadrado rodeado por una galería situada en la primera planta.

### Jacarilla
- Jardines del Marqués de Fontalba. Jardines y bosque, con una extensión de 20 000 m². En su interior se halla la casa-palacio, construcción austera en cuanto a adornos, pero muy funcional en cuanto al diseño, y la iglesia, de construcción sobria y estilo neogótico.

## Política

Mapa político de la comarca.

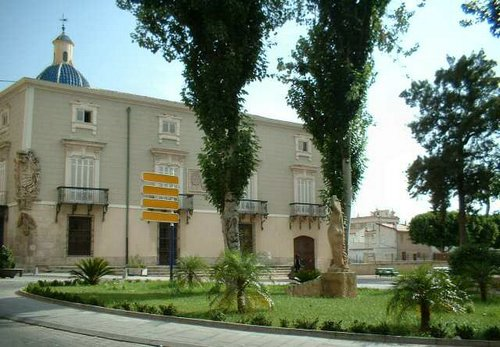
Ayuntamiento de Orihuela, capital comarcal.

La comarca, con capital en la ciudad de Orihuela, está formada por 27 municipios, que en temas judiciales están agrupados en dos partidos judiciales: el de Orihuela y el de Torrevieja.
Los principales partidos políticos son el Partido Popular y el Partido Socialista Obrero Español, aunque Ciudadanos, Izquierda Unida, Los Verdes y otros 32 partidos locales también tienen representación municipal. 
Sin embargo, la estructuración comarcal de la Comunidad Valenciana está contemplada en su Estatuto de Autonomía pero, a pesar de que se hicieron numerosas propuestas a petición de la Generalidad Valenciana, no se ha aprobado una ley de comarcalización por parte de los gobiernos autonómicos que se han sucedido a partir de Joan Lerma, Presidente en 1987.
En 1987, como consecuencia del Decreto del Gobierno Valenciano núm. 170 de 28 de octubre de 1985, se publicó una propuesta oficial de Demarcaciones Territoriales Homologadas (DTH) de tres grados, en la que no se utiliza en ningún momento la denominación de "comarca". En dicha propuesta, las delimitaciones de las DTH de primer grado coinciden en gran medida con lo que se conocen como comarcas, mientras que las DTH de segundo grado son agrupaciones de las mismas, y las de tercer grado son las provincias. La consecuencia práctica de esas demarcaciones, de momento, se ha limitado como referencia para la descentralización administrativa de los diferentes servicios prestados por la Generalidad, como la educación, la sanidad, o la agricultura.
No obstante, aunque el mismo decreto contempla una eventual "incidencia territorial" de éstas DTH, es decir, que tengan órganos políticos o administrativos de nivel comarcal desde donde los municipios comparten sus competencias, como por ejemplo en Cataluña con los Consells Comarcals (Consejos Comarcales), todavía no se ha aprobado una disposición legal para ello. Por el contrario, las competencias compartidas entre diversos municipios actualmente se están articulando mediante otra figura administrativa, la mancomunidad, pudiéndose superar las delimitaciones comarcales actuales aunque no las provinciales.

## Demografía y economía

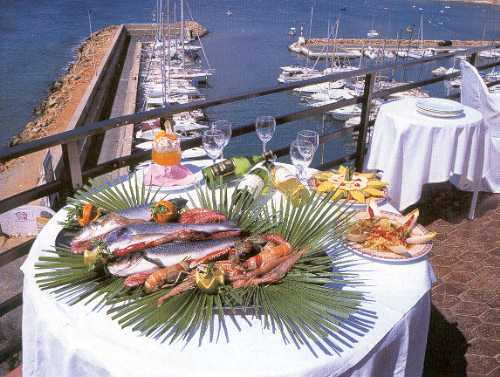
Turismo de sol y playa. Los visitantes que visitan las playas de la Vega Baja no dudan en probar la gastronomía comarcal.

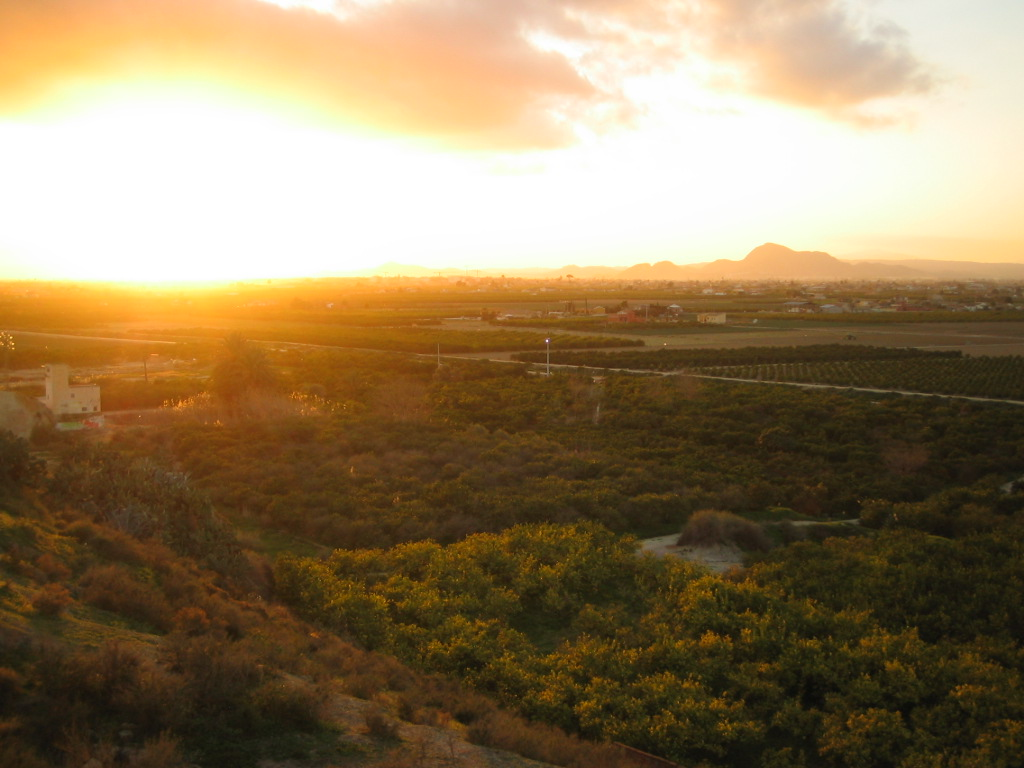
Huerta comarcal junto al límite provincial de la vecina Región de Murcia.

La Vega Baja, tradicional comarca de emigración hacia la capital provincial, se ha convertido en los últimos años en la zona más dinámica de la provincia gracias al desarrollo de los regadíos y al turismo, contando con 383 247 habitantes (INE 31-12-2007).
La población se reparte principalmente en la costa, debido al gran crecimiento anteriormente mencionado ocasionado por inmigrantes o turistas principalmente del norte e interior peninsular y los países europeos en busca del buen clima que tiene esta región española. Ejemplos de este crecimiento son Orihuela (la costa), Torrevieja, Guardamar del Segura y Pilar de la Horadada. Los dos primeros han sido recientemente de los municipios que más han crecido de España, Torrevieja con el 68'1% y Orihuela con el 40'3%.
Seguidamente están los municipios cercanos a la costa que también han aumentado su población gracias a la inmigración de británicos, escandinavos y alemanes. Destacan San Miguel de Salinas y San Fulgencio. Este último cuenta con 10.583 habitantes (INE 2007) de los cuales el 75,9% es de nacionalidad extranjera, lo que representa el mayor porcentaje de residentes foráneos de toda España y uno de los mayores de la UE, tratándose del único municipio español donde el inglés es la lengua más hablada por parte de la población.
La economía de la Vega Baja del Segura ha sido tradicionalmente la agricultura. Primero fue de cereales, la vid y el olivo en los tiempos de los romanos. A partir de la conquista musulmana el cultivo fue de regadío, sobre todo de naranjas y limones. Estos cultivos fueron logrados gracias a la introducción de la acequia que perduran hasta hoy día y siguen siendo los principales cultivos, además de otras hortalizas y tubérculos como la patata, o árboles frutales como el almendro, este último en la zona de interior.
Actualmente la mayoría de la población trabaja en el sector terciario, principalmente en el turismo y en el comercio, seguido de los sectores primario y secundario, destacando en el primario la agricultura y en el secundario la construcción y algunas industrias.

## Lenguas

Castellano y valenciano en la Comunidad Valenciana. En toda la comarca predomina la lengua castellana (murciano), exceptuando el municipio de Guardamar del Segura y la pedanía oriolana de Barbarroja. En este último enclave, el valenciano está presente aunque tiene una influencia menor que el castellano.

Tras la conquista por las coronas de Castilla y de Aragón a lo largo del siglo XIII, la lengua más hablada en la comarca siguió siendo el árabe andalusí debido al mayor peso demográfico de la población andalusí. Sin embargo, la progresiva llegada de nuevos pobladores de los reinos cristianos y la paulatina emigración de los mudéjares hacia el Reino de Granada y el norte de África hizo que la lengua de los conquistadores (castellano primero y valenciano posteriormente) fuesen convirtiéndose en las mayoritarias entre la población. 

A partir de la conquista aragonesa, la población mudéjar siguió fiel a su dialecto andalusí. Distinta era la realidad de la población cristiana, que utilizaba cotidianamente el romance. En ese sentido, un ejemplo del uso consuetudinario del valenciano es este documento de 1525 que, conservado en el Archivo Histórico de Orihuela, habla sobre las consecuencias de la Sentencia de Torrellas:
"Per ço los de Múrcia parlen castellà e los de Oriola valencià, los un se nomenen castellans, los altres valencians, los uns son de la Corona real de Castella, los altres de la Corona real de Aragó." (Por eso los de Murcia hablan castellano y los de Orihuela valenciano, los unos se llaman castellanos, los otros valencianos, los unos son de la Corona real de Castilla, los otros de la Corona real de Aragón.)
Otro documento importante es el que, publicado por el profesor Brauli Montoya, ilustra la política de prohibición del valenciano que, iniciada a partir de los Decretos de Nueva Planta, fue aplicada también en la Vega Baja. Se trata de la "Carta Orden" recibida por el Pedro Buonafede, gobernador Militar de la ciudad de Orihuela, el 7 de abril de 1787, y remitida por el gobernador de la Sala del Crimen de la Real Audiencia del Reino de Valencia. En este documento, después de la exposición de motivos, que versa sobre el nombramiento de Joaquín Herrán como nuevo Gobernador, se dan instrucciones precisas sobre la instrucción de niños en términos que revelan que en el término de Orihuela, a finales del XVIII, el valenciano todavía no había desaparecido como lengua materna de una parte significativa de la población: 
"... y no permita el maestro que los niños hablen en el idioma valenciano, sí que les instruya en el castellano para la mejor pronunciación."
Ya en el siglo XIX, el epistolario de Teodoro Llorente nos ofrece un par de ejemplos sobre la vitalidad del valenciano en Orihuela, bien entrado el siglo XIX. En una carta fechada en diciembre de 1899, Pedro Díaz Cassou, abogado y estudioso de las tradiciones murcianas, afirma en una carta dirigida al patriarca de la poesía valenciana:
"...no es rigurosamente exacto que Orihuela hable castellano, no obstante ser pueblo del reino de Valencia: en Orihuela se entiende por todos castellano y valenciano, y se habla tanto uno como otro, predominando aquél en las clases educadas, y éste en las del pueblo."
Por otra parte, Teodoro Llorente Falcó, hijo del famoso escritor, refiere en uno de sus artículos publicado en el diario Las Provincias cómo respondía el tío Pàmies, un viejo labrador, cuando se le preguntaba por qué siendo natural de Orihuela sabía hablar valenciano:
"Això són moes d'ara! A Oriola sempre s'ha parlat en valencià!"
El proceso de sustitución del valenciano por el castellano comienza en los siglos de la Edad Moderna debido a cuatro factores: la repoblación castellana posterior a la expulsión de los moriscos en 1609, las epidemias de peste que a lo largo del siglo XVII diezmaron a la población local, las Fundaciones Pías que, por iniciativa del Cardenal Belluga implementaron en la comarca bolsas de nuevos repobladores provenientes de Castilla y finalmente los Decretos de Nueva Planta, que, como hemos visto en el documento antes referido, establecieron una política muy represiva contra el valenciano e impusieron el castellano como lengua preferente en todos los usos cultos y prestigiosos, siendo la variante murciana la más extendida ante su proximidad geográfica. Aunque, pese a todo, el valenciano se mantuvo como lengua viva en toda la comarca hasta entrado el siglo XIX, a principios del XX la sustitución está casi completada y el valenciano ya entonces sobrevivía solo en los núcleos de Barbarroja y Guardamar, hablándose en el resto de la comarca en dialecto murciano. 

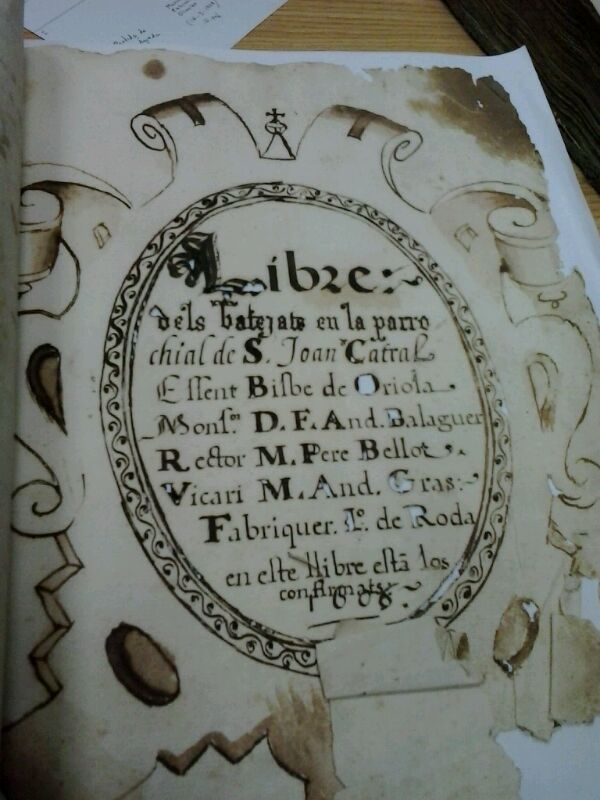
Libre de batejos de la Parròquia de Catral, Libro de bautismos de la parroquia de Catral (1606), conservado en el archivo parroquial de dicha localidad, y en el que se observa que la documentación eclesiástica relativa a registros bautismales era realizada habitualmente en valenciano

Pese a la castellanización o murcianización, quedan aún hoy en día muchos restos de la lengua valenciana de la comarca: 
- En numerosos apellidos que testimonian la población original de la comarca como Manresa, Gerona, Ballester, Rosique (Rossich), Roche (Roig), etc.[31]
- En lo referido a toponimia, podemos citar ejemplos como el paraje del Mos del Bou en Albatera, la acequia Cotiller o el barrio de El Bañet en Almoradí, la partida de Lo Blanc en Los Montesinos, los Esculls en Pilar de la Horadada, la punta del Salaret y la del Margalló en Torrevieja, el topónimo Formentera (de forment, trigo en valenciano), la Torre d'en Vergoñes o el barrio del Ravaloche en Orihuela, el barrio de Las Espeñetas o la cueva del Cantó Forat en el mismo término municipal, las pedanías orcelitanas de Molins, El Escorratel o La Campaneta o las fincas de Lo Girona, Lo Reig o la Punta Prima (también situadas en el término de Orihuela).[32] La toponimia valenciana de la Vega Baja ha sido tratada, además, por estudiosos como María Jesús Rubiera Mata (Revista Sharq Al Andalus, número 6, año 1989) o el académico Jordi Colomina.
- En tercer lugar, cabe destacar los numerosos valencianismos que salpican el habla cotidiana de los habitantes de la Vega Baja, elemento común del conjunto del murciano, dialecto del castellano al que pertenece el habla de la Vega Baja. Alberto Soto López[33] realiza un censo exhaustivo de los mismos y cataloga más de 300. Aunque muchos de ellos se encuentran en proceso de desaparición, otros son de usos frecuente incluso entre las generaciones jóvenes. Citamos como ejemplo los siguientes:

adobar, amanoso, arrapar, bafada, bajoca, baladre, bambolla, barra, bleda, boria, bufar, cabernera, calbote, calentor, camal, canute, caparra, corbilla, corcón, coscaletas, costera, covar, crilla, despellorfar, destriar, embolicar, engrunsar, esclafar, espolsar, fenás, fosca, gabia, garrofa, jínjol, legón, leja, llanda, mabre, manifasero, melsa, merla, mida, milocha, minso, misto, olivera, pancha, paniso, pansido, paño, pellorfa, pésol, piular, polseguera, pruna, rampa, rebolicar, rebuche, regle, remugar, safa, salmorra, senia, sentir, solaje, sucha, suro, tápena, tramuso, vidriola...
- Finalmente, otro resto del sustrato valenciano de la comarca lo encontramos en el característico seseo, más abundante entre las generaciones adultas que entre las jóvenes. Constituye una de las características más destacables de la impronta valenciana en el dialecto murciano, también empleado en la comarca del Campo de Cartagena y el municipio de Mazarrón, en el Valle del Guadalentín.[34]

La inmigración extranjera que ha recibido la comarca desde finales de los años 1990 ha originado la aparición de colonias importantes de hablantes de inglés, alemán y ruso.